# Clach Na H-annait

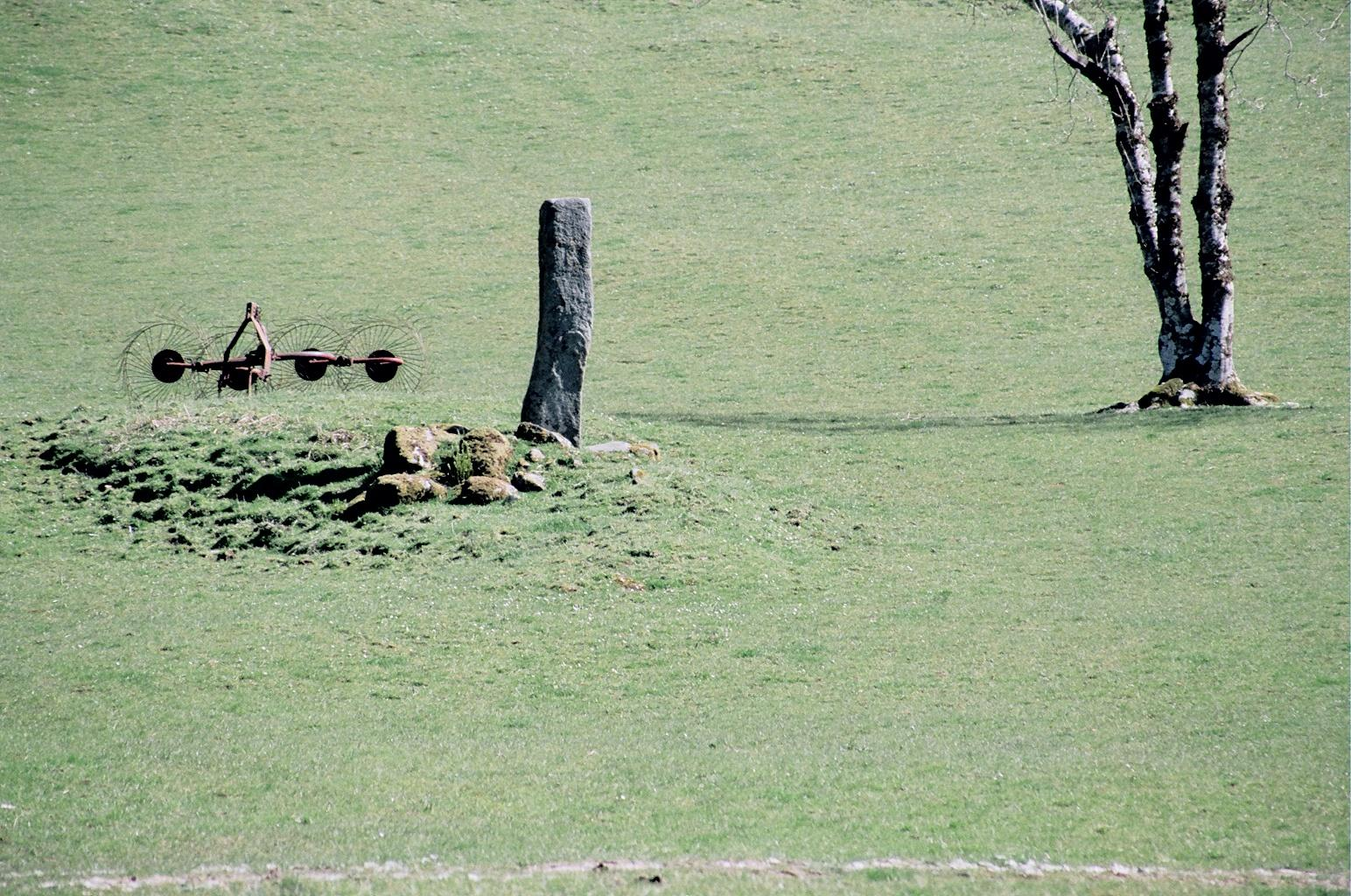
Clach Na H-annait

Der Clach Na H-annait steht südlich der Straße B 8083 nach Elgol in Kilbride im Süden der Inneren Hebrideninsel Skye in Schottland.

## Beschreibung
Der Clach na h-annait (englisch Stone of the Mother Church – „Stein der Mutterkirche“) ist ein etwa 2,3 m hoher Menhir (englisch Standing stone), der über den größten Teil seiner Länge einen viereckigen Querschnitt und an der Basis einen Umfang von 1,75 m aufweist. Rund um den Stein befinden sich kleine Steine, die wahrscheinlich das Ergebnis der Feldräumung sind. Laut MacLeod (1912) und Donaldson (1923) wurden eine Glocke und ein Weihwasserbecken unter dem Stein gefunden. Sechs Jahre nach ihrer Entdeckung sollen sie in der Nähe der Mauern der St. Bridget’s Chapel ausgegraben worden sein. Die Kapelle kann auf einem felsigen Hügel, etwa 25 Meter südöstlich des Steins gestanden haben. Da aber alle Spuren verschwunden sind, ist die genaue Stelle unbekannt.
In der Nähe liegt die High Pasture Cave und der alte Brunnen (Tobar na h-Annait), zu dem nach lokaler Überlieferung Jungvermählte gebracht wurden, um die Fruchtbarkeit zu gewährleisten.